# Речная терраса

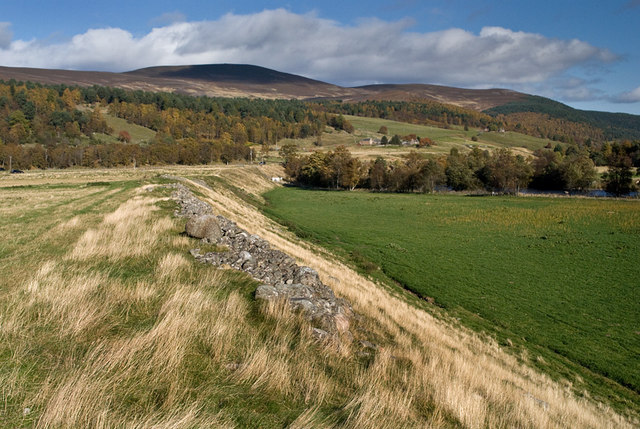
Речная долина. Слева — низкая терраса, справа — пойма реки

Речна́я терра́са — горизонтальный или слегка наклонённый участок речной долины выше поймы, сформированный флювиальными процессами. Если террас несколько — они образуют разновозрастные ступени, выраженные в поперечном профиле долины. Террасы сложены аллювием и находятся на уровне древних пойм. Обычно не затопляются во время половодий и паводков.
Как правило, террасы возникают при опускании базиса эрозии и образования рекой нового профиля равновесия: русло опускается, прорезая пойму, которая становится террасой. Изредка террасы возникают при перекосах земной поверхности, вызванных тектоническими движениями, а также вследствие климатических изменений.
В зависимости от геологического строения выделяют следующие террасы:
- эрозионные (аллювий, слагающий террасу, имеет небольшую мощность);
- цокольные (аллювия много, и коренные породы обнажаются только в нижней части бортов долины);
- аккумулятивные (река прорезает только древний аллювий).

Террасы бывают продольные, поперечные и коренные.